# Kali- und Steinsalzbergwerk Mariaglück

Kali-Schacht Maria-Glück, 1911

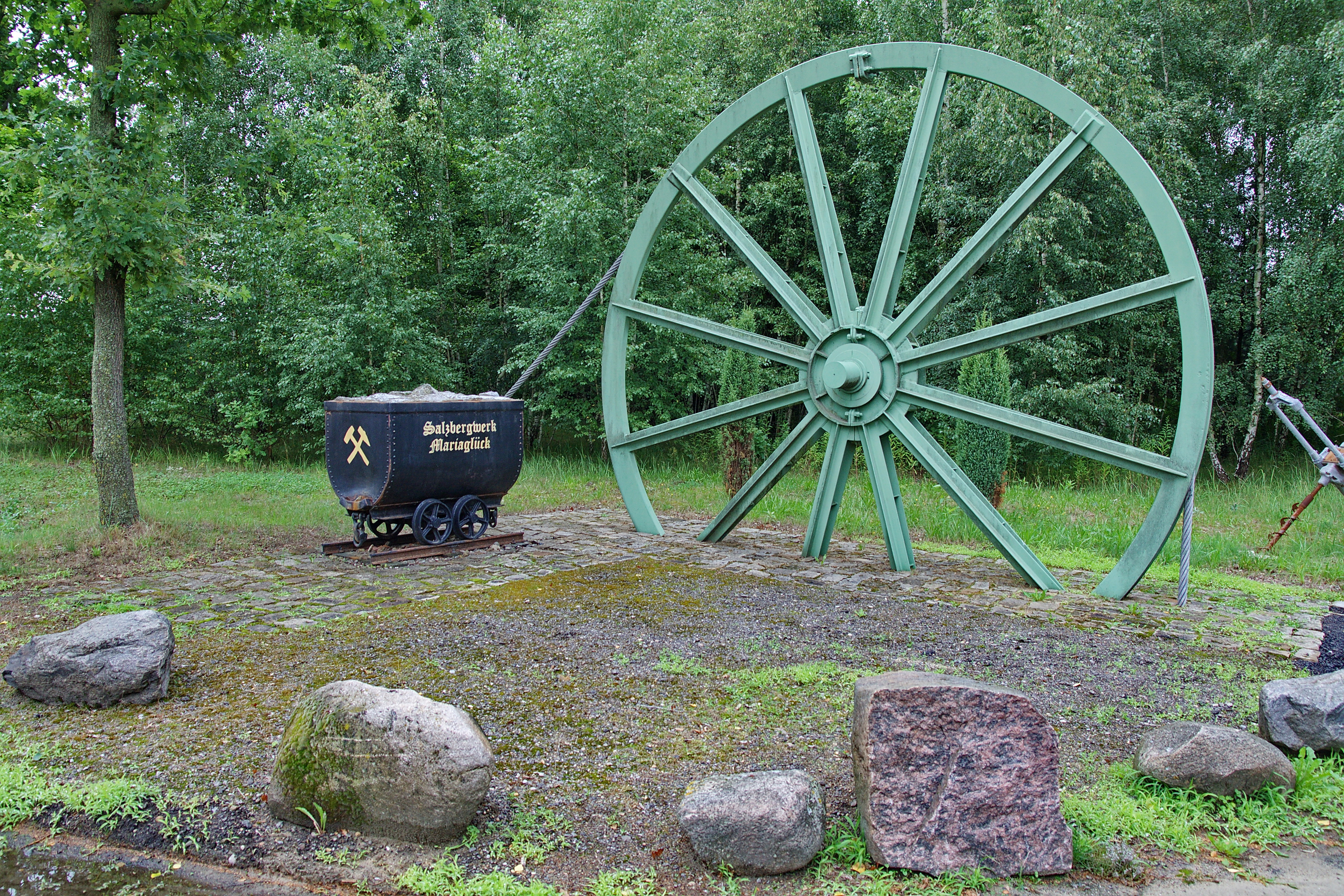
Seilscheibe, 2010

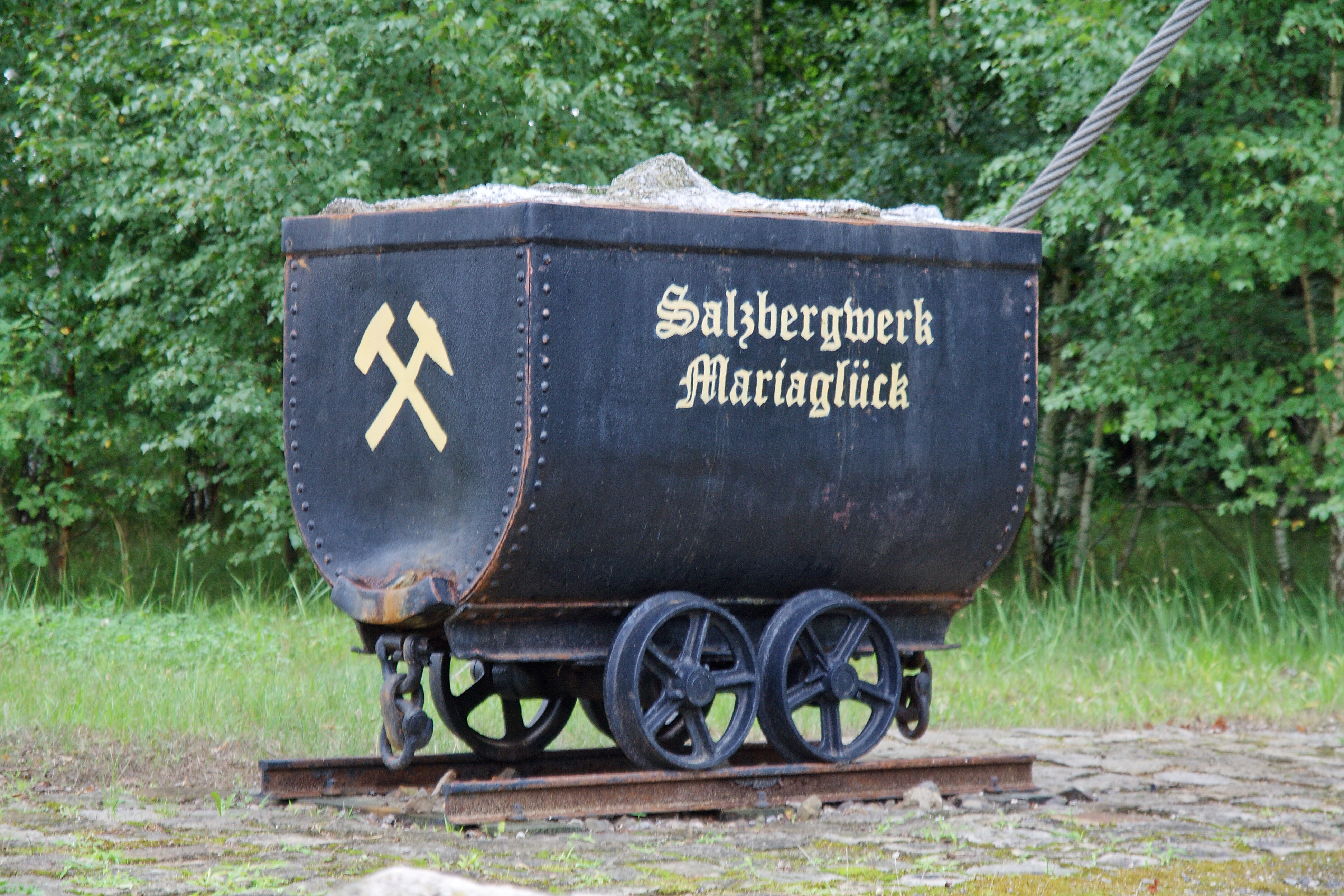
Förderwagen, 2010

Das Kali- und Steinsalzbergwerk Mariaglück, oder auch Maria-Glück, ist ein ehemaliges Bergwerk am Nordrand der Ortschaft Höfer, Gemeinde Eschede, Landkreis Celle. Sie förderte Kali und Steinsalz bis 1977. Das Vorkommen zählt zum Nordhannoverschen Kalibezirk.

## Geschichte
Das Bergwerk entstand durch die Zusammenlegung der ehemals selbständigen Schächte Mariaglück in Höfer und Fallersleben in Habighorst. Die Förderung begann 1914. Bereits Anfang der 1920er Jahre wurde der Betrieb auf die Förderung von Steinsalz reduziert.
Im Zweiten Weltkrieg war das Bergwerk auch eine Stätte der Zwangsarbeit. Es diente insbesondere im Zuge der Untertage-Verlagerung beim Projekt unter dem NS-Decknamen „Löwe“ als Lager für Bergungsgut aus Bibliotheken und Archiven auf der Sohle in 630 m Tiefe. Ferner diente es als Untertage-Produktionsstätte für Flugzeugteile auf der Sohle in 710 m Tiefe.
Im Jahre 1969/70 wurde die Kaliförderung eingestellt (Gesamtförderung an Kalisalz 1.900.000 t), 1977 wurde auch die Steinsalzförderung eingestellt (Gesamtförderung an Steinsalz 11.300.000 t).
2001 wurden die Betriebsanlagen abgebaut, insbesondere wurde am 30. Juni 2001 das Fördergerüst umgelegt. 2006 wurde die Flutung der Grube begonnen.

## Lagerung von Sondermüll
Es gab Planungen die Grubenanlage als Endlager für radioaktive Abfälle zu nutzen, die aber zu Lasten von Gorleben verworfen wurden. In weiteren Planungen 1994 dachte man eine Sondermülldeponie an, die aber auch verworfen wurden. 
In die Grube wurde gleichwohl Lauge, die mit Tritium und Uran belastet ist, aus der Schachtanlage Asse eingebracht. Die Sprecherin des Umweltministeriums teilte 2008 mit, des Landkreises Celle sei nicht unterrichtet worden, „weil es eine ganz normale Angelegenheit“ gewesen sei.
2009 waren auch Verfahren von Bürgern anhängig, die gegen die Befüllung mit flüssigem industriellen Giftmüll aus der Rauchgasreinigung geklagt hatten.

## Botanik
Auf dem Abraum finden sich typische Salzpflanzen, darunter Schwarzwurzel-Gipskraut (Gypsophila scorzonerifolia), Tataren-Melde (Atriplex tatarica) und Flügelsamige Schuppenmiere (Spergularia maritima).